# 郡拓也
郡 拓也（こおり たくや、1998年4月25日 - ）は、東京都三鷹市出身のプロ野球選手（捕手、内野手、外野手）。右投右打。読売ジャイアンツ所属。

## 経歴

### プロ入り前
三鷹市立南浦小学校時に連雀スパローズで兄と同様に野球をはじめ、三鷹市立第一中学校入学とともにシニアリーグの武蔵府中シニアに加入する。帝京高等学校進学後は、中堅手や二塁手やリリーフとして出場もあるが、捕手にコンバート。全国大会の出場はないが、高校3年時の東東京大会では同一回に二盗、三盗、本盗を続けて決める「パーフェクトスチール」を達成、その走塁が話題となった。帝京高校時代は1学年後輩に佐々木俊輔が在籍していた。
2016年10月20日に行われたドラフト会議では、北海道日本ハムファイターズから7位指名を受け、契約金2000万円・年俸480万円（金額は推定）で契約した。背番号は60。

### 日本ハム時代

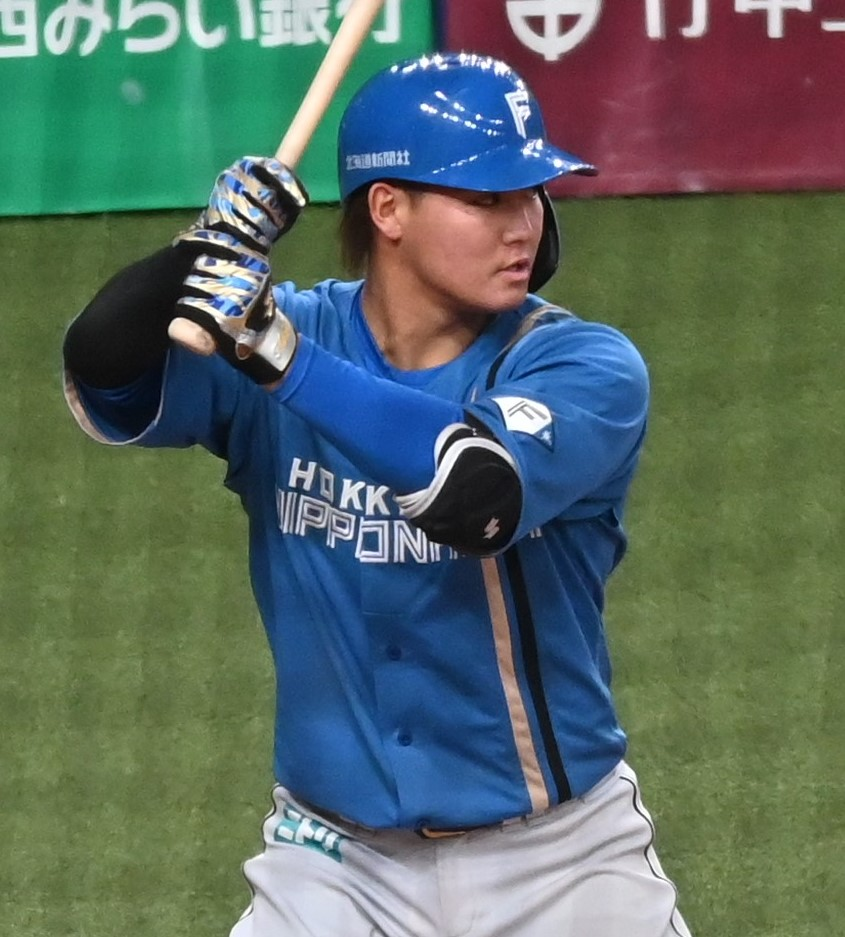
日本ハム時代
（2022年4月1日 京セラドーム大阪）

2017年3月24日、二軍のイースタン・リーグ・千葉ロッテマリーンズ戦で死球を受け左手関節尺骨形状突起亀裂骨折で全治4週間となる怪我を負った。その後復帰を果たし10月5日に初めて一軍登録されると、同日の埼玉西武ライオンズ戦でプロ初出場。プロ初打席も経験した（結果は増田達至から見逃し三振）。
2018年は、7月12日のフレッシュオールスターに日本ハムより西村天裕、清宮幸太郎と選抜され、捕手として無失点と打者として1打席で二塁打を放った。一軍での出場はなかったが二軍戦では98試合に捕手として出場した。みやざきフェニックス・リーグでは、捕手以外に高校2年生以来の外野手としても試合出場を果たした。
2019年は、5月4日に一軍登録され、同日のロッテ戦に「9番・捕手」でプロ初の先発出場。第1打席でプロ初安打を記録した。この年は一軍で2試合に出場し、みやざきフェニックス・リーグでは内野守備に挑戦した。
2020年は、10月9日のオリックス・バファローズ戦に「2番・左翼手」で初めて外野手として一軍公式戦に出場した。この年は3度の登録抹消を経験し、一軍では9試合に出場したが6打数ノーヒットであった。また昨秋から引き続き内野守備に取り組んでおり、イースタン・リーグでは二塁や三塁の守備に就く機会も多かった。
2021年は、4月10日に一軍登録されると翌11日のオリックス戦に代打で出場し、宮城大弥から適時二塁打を放ちプロ初打点を記録。野村佑希の離脱があり、4月16日の東北楽天ゴールデンイーグルス戦では「7番・三塁手」で先発出場。一軍で初めて三塁守備に就くと、その後は「1番・三塁手」でのスタメン起用が多くなり、打率.282と結果を残していたが、新型コロナウイルス陽性で5月2日に登録抹消となった。5月21日に一軍復帰を果たすと同日の西武戦に「2番・一塁手」で先発出場、8月15日の福岡ソフトバンクホークス戦では「6番・二塁手」で先発出場、9月7日の楽天戦では「7番・右翼手」で先発出場し、一軍で初めて一塁・二塁・右翼の守備にも就いた。
2022年、7月21日の対オリックス戦で竹安大知から初本塁打を記録。
2023年は7試合に出場し、打率.267を記録。11月22日に現状維持となる推定年俸880万円で契約を更改した。

### 巨人時代
2024年3月11日、若林晃弘とのトレードで読売ジャイアンツに移籍することが発表された。背番号は37。同年は5試合出場で4打席0安打に終わり、11月21日に現状維持となる推定年俸880万円で契約を更改した。

## 選手としての特徴
本職の捕手に加え、一塁、二塁、三塁、外野をこなすユーティリティープレイヤー。肩が強く、高校時代には遠投120mを記録。50m走で6秒0を記録した俊足も武器としている。打撃の確実性を課題とする。

## 人物
愛称は「グンタク」。
2024年12月1日、同年のシーズン中に一般女性と入籍していたことを発表し、同月に結婚式を挙げた。

## 詳細情報

### 年度別打撃成績
| 年 度     | 球 団     | 試 合 | 打 席 | 打 数 | 得 点 | 安 打 | 二 塁 打 | 三 塁 打 | 本 塁 打 | 塁 打 | 打 点 | 盗 塁 | 盗 塁 死 | 犠 打 | 犠 飛 | 四 球 | 敬 遠 | 死 球 | 三 振 | 併 殺 打 | 打 率 | 出 塁 率 | 長 打 率 | O P S |
| --------- | --------- | ----- | ----- | ----- | ----- | ----- | -------- | -------- | -------- | ----- | ----- | ----- | -------- | ----- | ----- | ----- | ----- | ----- | ----- | -------- | ----- | -------- | -------- | ----- |
| 2017      | 日本ハム  | 1     | 1     | 1     | 0     | 0     | 0        | 0        | 0        | 0     | 0     | 0     | 0        | 0     | 0     | 0     | 0     | 0     | 1     | 0        | .000  | .000     | .000     | .000  |
| 2019      | 日本ハム  | 2     | 4     | 4     | 0     | 1     | 0        | 0        | 0        | 1     | 0     | 0     | 0        | 0     | 0     | 0     | 0     | 0     | 2     | 0        | .250  | .250     | .250     | .500  |
| 2020      | 日本ハム  | 9     | 7     | 6     | 1     | 0     | 0        | 0        | 0        | 0     | 0     | 0     | 0        | 0     | 0     | 1     | 0     | 0     | 1     | 0        | .000  | .143     | .000     | .143  |
| 2021      | 日本ハム  | 33    | 77    | 69    | 4     | 13    | 3        | 0        | 0        | 16    | 4     | 1     | 1        | 1     | 0     | 6     | 0     | 1     | 23    | 1        | .188  | .263     | .232     | .495  |
| 2022      | 日本ハム  | 26    | 63    | 56    | 2     | 7     | 1        | 0        | 2        | 14    | 6     | 1     | 1        | 2     | 0     | 4     | 0     | 1     | 16    | 0        | .125  | .197     | .250     | .447  |
| 2023      | 日本ハム  | 7     | 15    | 15    | 2     | 4     | 1        | 0        | 0        | 5     | 0     | 1     | 0        | 0     | 0     | 0     | 0     | 0     | 1     | 0        | .267  | .267     | .333     | .600  |
| 2024      | 巨人      | 5     | 4     | 4     | 1     | 0     | 0        | 0        | 0        | 0     | 0     | 0     | 0        | 0     | 0     | 0     | 0     | 0     | 1     | 0        | .000  | .000     | .000     | .000  |
| 通算：7年 | 通算：7年 | 83    | 171   | 155   | 10    | 25    | 5        | 0        | 2        | 36    | 10    | 3     | 2        | 3     | 0     | 11    | 0     | 2     | 45    | 1        | .161  | .226     | .232     | .458  |

- 2024年度シーズン終了時

### 年度別守備成績
捕手
| 年 度 | 球 団    | 捕手  | 捕手  | 捕手  | 捕手  | 捕手  | 捕手     | 捕手  | 捕手     | 捕手     | 捕手     | 捕手     |
| 年 度 | 球 団    | 試 合 | 刺 殺 | 補 殺 | 失 策 | 併 殺 | 守 備 率 | 捕 逸 | 企 図 数 | 許 盗 塁 | 盗 塁 刺 | 阻 止 率 |
| ----- | -------- | ----- | ----- | ----- | ----- | ----- | -------- | ----- | -------- | -------- | -------- | -------- |
| 2017  | 日本ハム | 1     | 1     | 0     | 0     | 0     | 1.000    | 0     | 0        | 0        | 0        | ----     |
| 2019  | 日本ハム | 2     | 6     | 2     | 0     | 0     | 1.000    | 0     | 1        | 1        | 0        | .000     |
| 2020  | 日本ハム | 8     | 10    | 2     | 0     | 1     | 1.000    | 1     | 3        | 3        | 0        | .000     |
| 2021  | 日本ハム | 10    | 13    | 7     | 0     | 0     | 1.000    | 1     | 6        | 4        | 2        | .333     |
| 2022  | 日本ハム | 10    | 32    | 7     | 0     | 3     | 1.000    | 1     | 8        | 7        | 1        | .125     |
| 通算  | 通算     | 31    | 62    | 18    | 0     | 4     | 1.000    | 3     | 18       | 15       | 3        | .167     |

内野
| 年 度 | 球 団    | 一塁  | 一塁  | 一塁  | 一塁  | 一塁  | 一塁     | 二塁  | 二塁  | 二塁  | 二塁  | 二塁  | 二塁     | 三塁  | 三塁  | 三塁  | 三塁  | 三塁  | 三塁     |
| 年 度 | 球 団    | 試 合 | 刺 殺 | 補 殺 | 失 策 | 併 殺 | 守 備 率 | 試 合 | 刺 殺 | 補 殺 | 失 策 | 併 殺 | 守 備 率 | 試 合 | 刺 殺 | 補 殺 | 失 策 | 併 殺 | 守 備 率 |
| ----- | -------- | ----- | ----- | ----- | ----- | ----- | -------- | ----- | ----- | ----- | ----- | ----- | -------- | ----- | ----- | ----- | ----- | ----- | -------- |
| 2021  | 日本ハム | 1     | 6     | 0     | 0     | 2     | 1.000    | 2     | 2     | 4     | 0     | 0     | 1.000    | 10    | 6     | 12    | 1     | 0     | .947     |
| 2022  | 日本ハム | -     | -     | -     | -     | -     | -        | -     | -     | -     | -     | -     | -        | 5     | 3     | 7     | 3     | 0     | .769     |
| 2023  | 日本ハム | 3     | 7     | 1     | 0     | 1     | 1.000    | 1     | 0     | 0     | 0     | 0     | ----     | 1     | 0     | 0     | 0     | 0     | ----     |
| 2024  | 巨人     | 2     | 4     | 0     | 0     | 1     | 1.000    | -     | -     | -     | -     | -     | -        | -     | -     | -     | -     | -     | -        |
| 通算  | 通算     | 6     | 17    | 1     | 0     | 4     | 1.000    | 3     | 2     | 4     | 0     | 0     | 1.000    | 16    | 9     | 19    | 4     | 0     | .875     |

外野
| 年 度 | 球 団    | 外野  | 外野  | 外野  | 外野  | 外野  | 外野     |
| 年 度 | 球 団    | 試 合 | 刺 殺 | 補 殺 | 失 策 | 併 殺 | 守 備 率 |
| ----- | -------- | ----- | ----- | ----- | ----- | ----- | -------- |
| 2020  | 日本ハム | 1     | 0     | 0     | 0     | 0     | ----     |
| 2021  | 日本ハム | 5     | 3     | 0     | 0     | 0     | 1.000    |
| 2022  | 日本ハム | 8     | 12    | 1     | 1     | 0     | .929     |
| 通算  | 通算     | 14    | 15    | 1     | 1     | 0     | .941     |

- 2024年度シーズン終了時[注 1]

### 記録
初記録
- 初出場：2017年10月5日、対埼玉西武ライオンズ25回戦（メットライフドーム）、8回裏に清水優心に代わり捕手で出場
- 初打席：同上、9回表に増田達至から見逃し三振
- 初先発出場：2019年5月4日、対千葉ロッテマリーンズ6回戦（ZOZOマリンスタジアム）、「9番・捕手」で先発出場
- 初安打：同上、3回表にマイク・ボルシンガーから捕手前内野安打
- 初打点：2021年4月11日、対オリックス・バファローズ3回戦（京セラドーム大阪）、7回表に石井一成の代打で出場、宮城大弥から左越適時二塁打
- 初盗塁：2021年9月2日、対オリックス・バファローズ17回戦（札幌ドーム）、2回裏に二盗（投手：竹安大知、捕手：若月健矢）
- 初本塁打：2022年7月21日、対オリックス・バファローズ16回戦（京セラドーム大阪）、5回表に竹安大知から左越2ラン

### 背番号
- 60（2017年[7] - 2024年3月10日）
- 37（2024年3月11日[23] - ）